# 無線電遙控
無線電遙控是指人們通過无线电信令来远程操作设备。无钥匙进入就是其中的一個例子。无线电遥控系统由发射端和接收端两部分组成。发射端就是无线电发射器。